# Baila conmigo (telenovela brasileña)
Este artículo trata sobre la telenovela brasileña, para la telenovela mexicana, véase Baila conmigo (telenovela).
Baila Comigo es una telenovela brasileña producida por TV Globo y transmitida del 16 de marzo al 26 de septiembre de 1981, con 163 capítulos. Reemplazó a Coração Alado y fue reemplazada por Brilhante, siendo la 26.ª "novela das oito" proyectada por la cadena.
Escrita por Manoel Carlos, fue dirigida por Roberto Talma (también director general) y Paulo Ubiratan.
Contó con las actuaciones de Tony Ramos, Lílian Lemmertz, Raúl Cortez, Susana Vieira, Betty Faria, Natália do Valle, Lídia Brondi y Fernando Torres.

## Trama
Helena, una mujer sufrida y trabajadora, da a luz a gemelos idénticos, pero no puede criarlos junto a su padre, Joaquim Gama. Uno de ellos se lo regaló a Quim y el otro lo crio junto a su marido, el doctor Plínio Miranda. Los gemelos João Victor y Quinzinho crecen entonces sin que uno sepa la existencia del otro.
João Victor, un joven serio y dedicado al negocio familiar, se va a vivir a Portugal con su padre, un rico empresario casado con Marta, una mujer fútil y orgullosa. Quinzinho, cuyo temperamento es opuesto al de su hermano, trabaja en un banco y lleva una vida sencilla con su madre y Plínio, ahora médico jubilado, a quien supone es su verdadero padre.
La salud de Quim obliga a la familia Gama a regresar a Brasil y hace que el empresario se interese por el paradero de su otro hijo, para desesperación de Helena. Se siente culpable por haber abandonado a João Victor y por no haberle revelado nunca a Quinzinho que tenía un hermano. Si bien las mentiras hacen imposible que los gemelos se acerquen, se produce cierta confusión debido a su similitud física.

## Elenco
| Actor/Actriz        | Personaje                          |
| ------------------- | ---------------------------------- |
| Tony Ramos          | Joaquim Seixas Miranda (Quinzinho) |
| Tony Ramos          | João Victor Gama                   |
| Lilian Lemmertz     | Helena Seixas Miranda              |
| Raul Cortez         | Joaquim Gama (Quim)                |
| Tereza Rachel       | Marta Tereza Frey Gama             |
| Fernando Torres     | Plínio Miranda                     |
| Natália do Valle    | Lúcia Toledo Fernandes Miranda     |
| Susana Vieira       | Paula Vargas Leme                  |
| Cláudio Cavalcanti  | Guilherme Fonseca                  |
| Carlos Zara         | Caio Fernandes                     |
| Fernanda Montenegro | Sílvia Toledo                      |
| Betty Faria         | Joana Lobato                       |
| Reginaldo Faria     | Dr. Saulo Martins                  |
| Christiane Torloni  | Lia Seixas Miranda                 |
| Lídia Brondi        | Semíramis Maia (Mira)              |
| Lauro Corona        | Carlos Eduardo Maia (Caê)          |
| Beth Goulart        | Débora Frey Gama                   |
| Gilberto Martinho   | Antenor Gomide                     |
| Arlete Salles       | Dolores Moreira                    |
| Otávio Augusto      | Mauro Vargas Leme                  |
| Beatriz Lyra        | Letícia Maia Rodrigues             |
| Milton Gonçalves    | Otto Rodrigues                     |
| Miriam Pires        | Cândida Martins                    |
| Suely Franco        | Rosa França                        |
| Jonas Mello         | Álvaro França                      |
| Lady Francisco      | Ondina de Moraes                   |
| Maria Alves         | Conceição                          |
| Carlos Gregório     | Sandro Moreira                     |
| Fernanda Torres     | Fauna França                       |
| Narjara Turetta     | Flora França                       |
| Fábio Pillar        | Marcelo Vargas Leme                |
| Jorge Botelho       | Gerson Martins                     |
| Maria Helena Pader  | Zuleide Gomes                      |
| Leina Krespi        | Carmela Coelho                     |
| Paulo Figueiredo    | Rogério Coelho                     |
| Tony Ferreira       | Edmundo                            |
| Alcione Mazzeo      | Laura (Laurinha)                   |
| Teresinha Sodré     | Corina                             |
| Monique Curi        | Cristina Gomide (Cris)             |

### Participaciones especiales
- Mário Lago: amigo de Plínio
- Carmem Silva: Andreza Martins
- Denise Dumont: Xuxa
- Francisco Milani: primo de Caio
- Cláudia Costa: Ivete (Leiloca)
- Joana Fomm: prostituta
- Rosamaría Murtinho: Alicia
- Yaçanã Martins: Bailarina
- Marga Abi-Ramia: Margarida (Margô)
- Marcos Alvisi: Oscar
- Gonzaga Blota: Nino Fagundes
- Ana María Martín: Sandra
- Ana María Sagres: Mercedes
- Solon de Almeida: André Luiz
- Suzana Queiroz: Isabel
- Waldyr Sant'anna: Jandir
- Paulo Bacelar: Felipe
- Eliana Araújo: empleada doméstica de Caio
- Glória Alves: Amiga de Zuleide
- Manoel Elizário: Geraldo (mayordomo de Caio)
- Maurício Nabuco: jardinero de Caio
- Mônica Schmidt: Enfermera del consultorio de Lúcia
- Orión Ximenes: Mendigo
- Oswaldo Campozana: Consejero de Mauro, niño en el parque
- Marcelo Faria
- Mario Polimeno: jefe de Caê en el Banco Nacional

## Repeticiones
Se emitió íntegramente en Canal Viva, del 20 de agosto de 2018 al 27 de febrero de 2019, reemplazando a Sinhá Moça y siendo reemplazado por Terra Nostra, a las 14:30, con repetición a las 0:45. A cuatro años de su repetición, la telenovela volvió a emitirse en Viva 80 (versión rápida del canal por suscripción), debutando el 27 de noviembre de 2023, siendo uno de los primeras programas al lanzar el nuevo canal.

### Otros medios
Estuvo disponible en su totalidad en Globoplay el 28 de agosto de 2023.

## Banda sonora

### Nacional
Portada: Betty Faria 
1. "O Lado Quente do Ser" - Maria Bethânia (tema de Lúcia)
2. "Deixa Chover" - Guilherme Arantes (tema de Joana)
3. "Lua e Estrela" - Caetano Veloso (tema de Mira)
4. "Corações a Mil" - Marina (tema de Caê)
5. "Loucura" - Cauby Peixoto (tema de Mauro e Paula)
6. "Pano de Fundo" - Fafá de Belém (tema de Sílvia)
7. "Baila Comigo" - Robson & Lincoln (tema de abertura)
8. "Viajante" - Ney Matogrosso (tema dos gêmeos)
9. "Vida" - Beth Goulart (tema de Helena)
10. "Bicho no Cio" - Marcos Valle (tema de Dolores)
11. "Rio Sinal Verde" - Júnior Mendes (tema de Quinzinho e tema de locação)
12. "Vira Virou" - Kleiton & Kledir (tema de João Victor)
13. "Rapte-me Camaleoa" - Naïla Skorpio (tema de Zu)

### Internacional
Portada: Natália do Vale y Reginaldo Faria 
1. “Sin Tu Amor” – Roger Daltrey (tema de Joana)
2. "9 a 5" - Dolly Parton
3. "Vivir dentro de mí" - Gino Vannelli (tema de Débora y Caê)
4. "Llorando" - Don McLean (tema de Helena)
5. "Explosión" - IC Campana
6. "Ángel mío" - Frank Duval
7. "As Time Goes By" - Orquesta George Reagan (tema de Sílvia y Quim)
8. "Realidad" - Richard Sanderson (tema de Mira y João Victor)
9. "Santa María" - Familia Newton
10. "Time" - The Alan Parsons Project (tema de Mira y tema de Lúcia y Quinzinho)
11. "Aguantemos" - Salazar
12. "Come Back to Me" - Leslie, Kelly y John Ford Coley (tema de Lia y Saulo)
13. "¿Qué hay en un beso?" - Gilbert O'Sullivan
14. "Perdiendo el sueño por ti" - Patrick Hernandez

## Emisión internacional
La telenovela fue transmitida en Argentina, Chile, Paraguay, Uruguay, Ecuador, Estados Unidos, y en otros países, por Globo Internacional, y en Portugal por RTP. En Italia, se emitió entre el 16 de septiembre de 1985 y el 5 de abril de 1986 en Rete 4. Fue la primera telenovela brasileña transmitida en Francia, comprimida en 55 episodios, entre el 15 de octubre y el 31 de diciembre de 1984, en TF1, bajo el título Danse avec moi.